# Parafia św. Apostołów Piotra i Pawła w Sosnowcu
Parafia Świętych Apostołów Piotra i Pawła w Sosnowcu – rzymskokatolicka parafia, położona w dekanacie sosnowieckim – Chrystusa Króla, diecezji sosnowieckiej, metropolii częstochowskiej, erygowana w 1924 roku. Oprócz dzielnicy Sosnowca Maczki parafia obejmuje również leśną osadę Piernikarka, położoną w Sławkowie.